# Dorota Bojemska
Dorota Małgorzata Bojemska z domu Król (ur. 8 maja 1976 w Warszawie) – polska działaczka społeczna, w 2023 minister rodziny i polityki społecznej w trzecim rządzie Mateusza Morawieckiego.

## Życiorys
Córka Andrzeja i Teresy. Jej dziadkowie od strony matki, Antoni i Janina Dochowie, pochodzili z okolic Grodna; zostali uhonorowani tytułem Sprawiedliwych wśród Narodów Świata.
Studiowała historię na Uniwersytecie Warszawskim. W latach 90. była instruktorką Związku Harcerstwa Rzeczypospolitej i hufcową Warszawskiego Hufca Harcerek „Ścieżka”.
Zaangażowała się w działalność społeczną w ramach Związku Dużych Rodzin „Trzy Plus”, weszła w skład rady krajowej tej organizacji. W grudniu 2019 objęła funkcję przewodniczącej Rady Rodziny przy ministrze rodziny i polityki społecznej (na okres czteroletniej kadencji). Brała udział w tworzeniu Strategii Demograficznej 2040 we współpracy z pełnomocnikiem rządu ds. polityki demograficznej.
W wyborach parlamentarnych w 2019 i 2023 bez powodzenia kandydowała do Sejmu jako bezpartyjna kandydatka z list Prawa i Sprawiedliwości w okręgu podwarszawskim. 27 listopada 2023 została powołana na urząd ministra rodziny i polityki społecznej w trzecim rządzie Mateusza Morawieckiego. Funkcję tę pełniła do 13 grudnia 2023, gdy zaprzysiężono nowy gabinet Donalda Tuska. W 2024 objęła funkcję członka zarządu fundacji Instytut Pokolenia.

## Życie prywatne
Zamężna z Sebastianem Bojemskim, z którym ma ośmioro dzieci (trzy córki i pięciu synów).